# Liste der Biografien/Mez
Liste der Biografien |
Portal Biografien |
Personensuche
# |
A |
B |
C |
D |
E |
F |
G |
H |
I |
J |
K |
L |
M |
N |
O |
P |
Q |
R |
S |
T |
U |
V |
W |
X |
Y |
Z |
?
 
Ma |
Mb |
Mc |
Md |
Me |
Mf |
Mg |
Mh |
Mi |
Mj |
Mk |
Ml |
Mm |
Mn |
Mo |
Mp |
Mq |
Mr |
Ms |
Mt |
Mu |
Mv |
Mw |
Mx |
My |
Mz
 
Mea–Mee |
Mef |
Meg |
Meh |
Mei |
Mej |
Mek |
Mel |
Mem |
Men |
Meo |
Mep |
Mer |
Mes |
Met |
Meu |
Mev |
Mew |
Mex |
Mey |
Mez
Die Liste der Biografien führt alle Personen auf, die in der deutschsprachigen Wikipedia einen Artikel haben. Dieses ist eine Teilliste mit 121 Einträgen von Personen, deren Namen mit den Buchstaben „Mez“ beginnt.

## Mez
- Mez, Carl (1808–1877), deutscher Industrieller, evangelischer Sozialtheologe und Politiker
- Mez, Carl Christian (1866–1944), deutscher Botaniker und Universitätsprofessor
- Mez, Lutz (* 1944), deutscher Politikwissenschaftler
- Mez-Starck, Barbara (1924–2001), deutsche Chemikerin und Stiftungsgeberin

### Meza
- Meza Álvarez, Guillermo (1917–1997), mexikanischer Maler und Bühnenmaler
- Meza Tejada, Luis García (1929–2018), bolivianischer Militär und StaatspräsidentLuis García Meza Tejada (1929–2018)

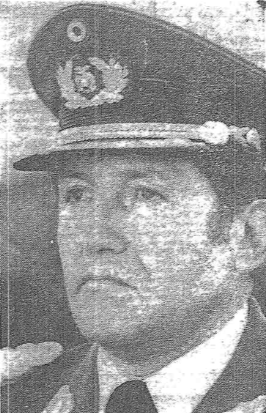
Luis García Meza Tejada (1929–2018)

- Meza, Andrea (* 1994), mexikanische Schönheitskönigin
- Meza, Camila (* 1985), chilenische Jazzmusikerin (Gesang, Gitarre) und Songwriterin
- Meza, Carlos (1977–2004), kolumbianischer Boxer
- Meza, Christian Julius de (1792–1865), dänischer General
- Meza, Christian Julius Frederik de (1727–1800), niederländischer Arzt in Kopenhagen
- Meza, Enrique (* 1948), mexikanischer Fußballtorwart und Trainer
- Meza, Fernando (1890–1929), chilenischer Maler
- Meza, Jaime (1926–2016), costa-ricanischer Fußballspieler
- Meza, José Luis (* 1984), ecuadorianischer Boxer
- Meza, José Rafael (1920–1988), costa-ricanischer Fußballspieler
- Meza, Juan (1956–2023), mexikanischer Boxer im Superbantamgewicht
- Meza, Maximiliano (* 1992), argentinischer Fußballspieler
- Meza, Pedro Ignacio († 1865), Oberbefehlshaber der Marine Paraguays
- Meza, Severo (* 1986), mexikanischer Fußballspieler
- Meza, Valeria (* 1999), mexikanische Fußballspielerin
- Mezanelli, Paul von (1757–1822), bayerischer Generalmajor
- Mézangeau, René († 1638), französischer Lautenist und Komponist
- Mézard, Ariane, französische Mathematikerin
- Mézard, Marc (* 1957), französischer Physiker
- Mezavilla, Adriano (* 1983), brasilianischer Fußballspieler

### Mezd
- Mezdrea, Andreea (* 2001), rumänische Biathletin

### Meze
- Mezei József (1938–2019), ungarischer Radrennfahrer
- Mezei, Branislav (* 1980), slowakischer Eishockeyspieler
- Mezei, Frigyes (1887–1938), ungarischer Leichtathlet
- Mezei, István (* 1947), ungarischer Fußballmanager
- Mezei, Szilárd (* 1974), ungarischer Violist, Improvisationsmusiker und Komponist
- Mezenga, Bruno (* 1988), brasilianischer Fußballspieler
- Mézeray, François Eudes de (1610–1683), französischer Schriftsteller und Historiker
- Mézeray, Joséphine (1774–1823), französische Schauspielerin
- Mezerna, Ahmed (1907–1982), algerisch-französischer Politiker, Mitglied der Nationalversammlung
- Mezey, Gustav (1899–1981), österreichischer Maler
- Mezey, Jessica, amerikanische Primaballerina
- Mezey, Nancy J. (* 1965), US-amerikanische Soziologin und Hochschullehrerin
- Mezey, Paul, US-amerikanischer Filmproduzent

### Mezg
- Mezgebu, Assefa (* 1978), äthiopischer Langstreckenläufer
- Mezgec, Luka (* 1988), slowenischer Radrennfahrer
- Mezger, Anton (1851–1914), württembergischer Oberamtmann
- Mezger, Caroline (1787–1843), Schweizer Künstlerin
- Mezger, Curt (* 1895), deutsch-jüdischer Unternehmer
- Mezger, Daniel (* 1978), Schweizer Schriftsteller, Schauspieler und Musiker
- Mezger, Edmund (1883–1962), Strafrechtler und Kriminologe
- Mezger, Erika (* 1957), deutsche Verwaltungswissenschaftlerin
- Mezger, Franz (1632–1701), Benediktinerpater, Philosoph, Historiker und Hochschullehrer
- Mezger, Georg (1801–1874), deutscher Pädagoge und Bibliothekar
- Mezger, Gottlieb (1878–1956), württembergischer Landtagsabgeordneter
- Mezger, Hans (1929–2020), deutscher Ingenieur und Chef der Motorsportabteilung von PorscheHans Mezger (1929–2020)

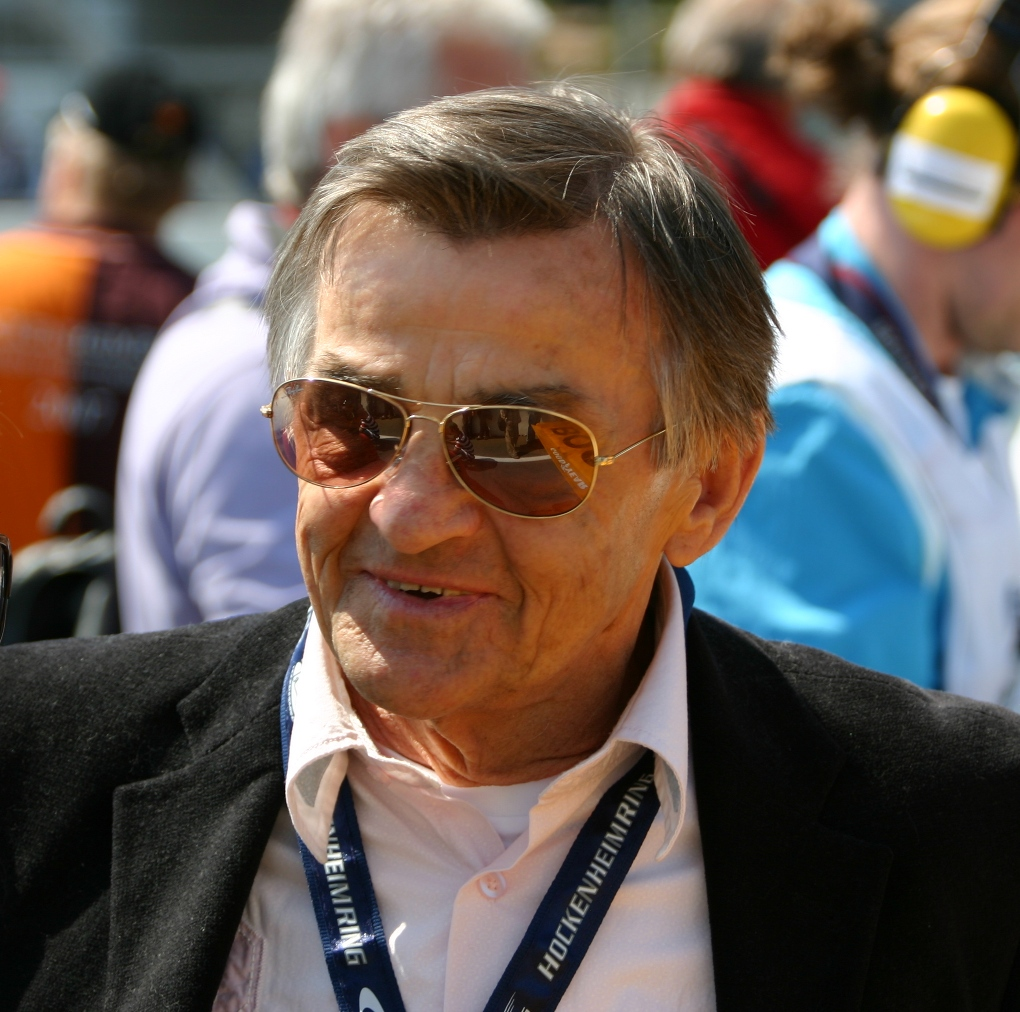
Hans Mezger (1929–2020)

- Mezger, Hans-Robert (1904–1975), deutscher Militär- und Bundesrichter
- Mezger, Johann Georg (1838–1909), niederländischer Arzt
- Mezger, Johann Jakob (1817–1893), Schweizer evangelischer Geistlicher und Heimatforscher
- Mezger, Joseph (1635–1683), Benediktinerpater, Theologe, Historiker und Kirchenrechtler
- Mezger, Julius (1891–1976), deutscher Allgemeinarzt und Homöopath
- Mezger, Karl (1876–1914), deutscher Eisenbahningenieur und Kolonialbeamter
- Mezger, Karl Ludwig Friedrich (1810–1885), deutscher Klassischer Philologe und Gymnasiallehrer
- Mezger, Klaus (* 1958), deutscher Geologe
- Mezger, Manfred (1911–1996), deutscher Theologe
- Mezger, Max (1876–1940), deutscher Schriftsteller
- Mezger, Otto (1875–1934), deutscher Apotheker, Chemiker und Kriminaloge
- Mezger, Paul (1637–1702), deutscher Benediktinerpater, Theologe, Historiker und Hochschullehrer
- Mezger, Peter (* 1944), deutscher Fernsehjournalist
- Mezger, Peter Georg (1928–2014), deutscher Astronom, Direktor am Max-Planck-Institut für Radioastronomie
- Mezger, Richard (1886–1981), deutscher Verwaltungsjurist und Leiter der bayerischen Theaterbehörde
- Mezger, Steffen (* 1978), deutscher Koch
- Mezger, Theo (1923–2023), deutscher Drehbuchautor und Regisseur
- Mezger, Victor der Ältere (1866–1936), deutscher Maler, Restaurator und Heimatforscher
- Mezger, Werner (* 1951), deutscher VolkskundlerWerner Mezger (* 1951)

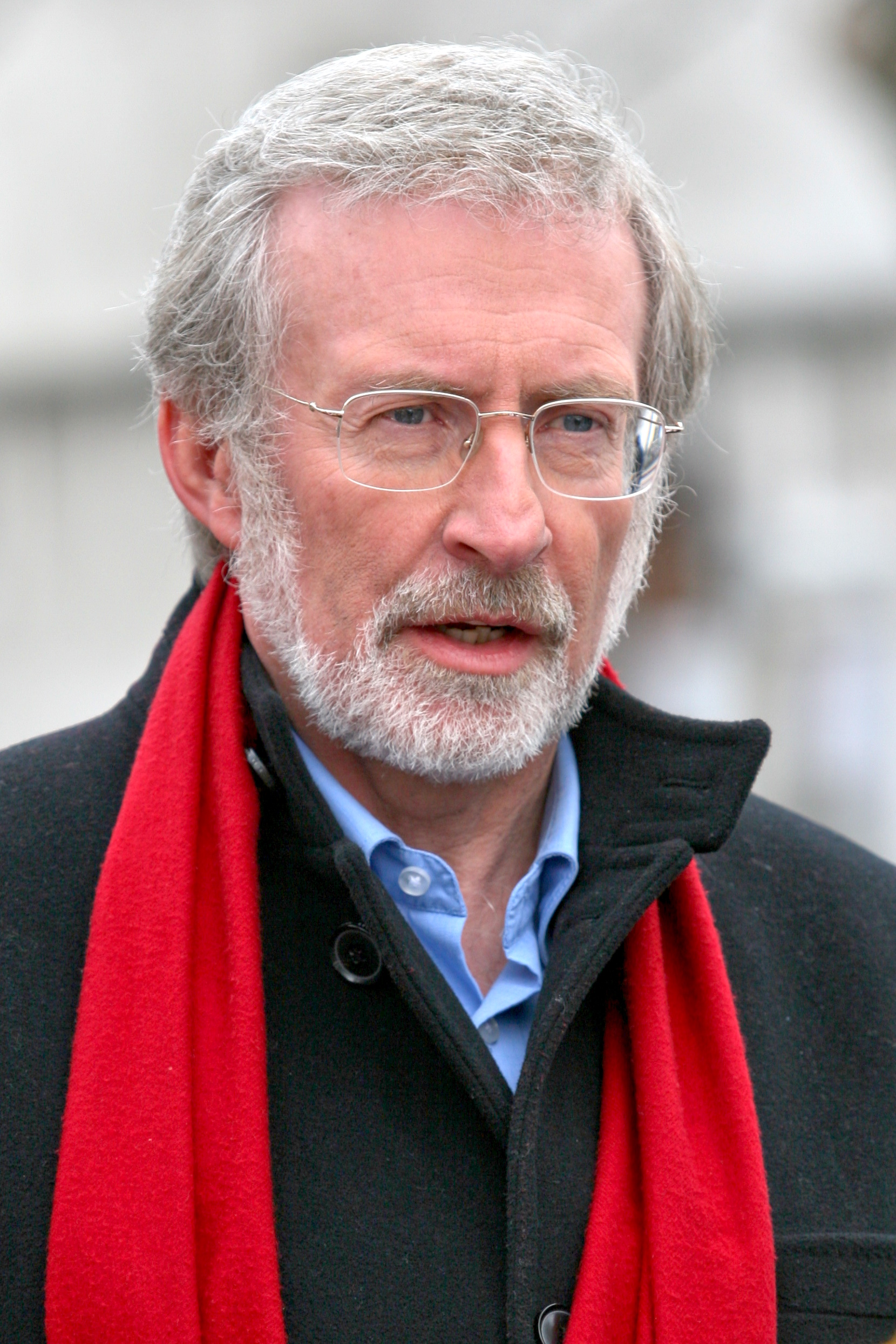
Werner Mezger (* 1951)

- Mezger-Haefeli, Eva (1934–2023), Schweizer Programmsprecherin, Schauspielerin und Fernsehmoderatorin
- Mezgolits, Johannes (* 1979), österreichischer Politiker (ÖVP), Landtagsabgeordneter
- Mezgolits, Klaus (* 1962), österreichischer Politiker (SPÖ), Burgenländischer Landtagsabgeordneter
- Mezgolits, Marc (* 1990), österreichischer Jazzmusiker (Bass, Komposition)

### Mezi
- Meziane, Rachid (* 1980), französischer Basketballtrainer
- Meziane, Raja (* 1988), algerische Sängerin und Rapperin, Songwriterin, Anwältin und Aktivistin
- Meziane, Yanis (* 2002), französischer Mittelstreckenläufer
- Meziani, Michael (* 1967), deutscher Schauspieler, Nachrichtensprecher und ModeratorMichael Meziani (* 1967)

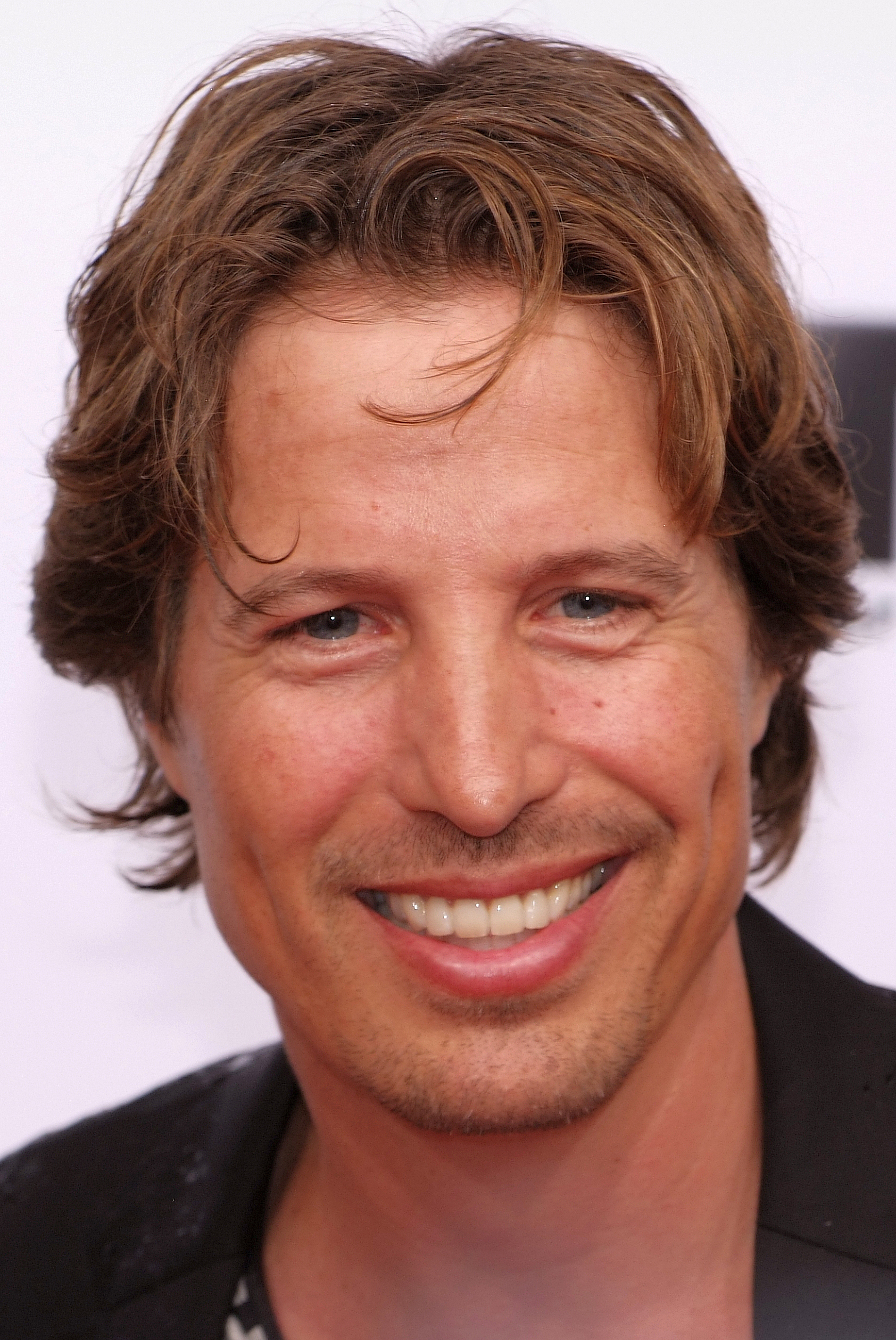
Michael Meziani (* 1967)

- Mezière, Françoise (1745–1794), französische geweihte Jungfrau, die während der Französischen Revolution zum Tode verurteilt und hingerichtet wurde
- Mézières, Alfred (1826–1915), französischer Literaturwissenschaftler, Hochschulprofessor, Journalist, Politiker und Mitglied der Académie française
- Mézières, Awgusta Wladimirowna (1862–1935), russische bzw. sowjetische Bibliografin
- Mézières, Jean-Claude (1938–2022), französischer Künstler und Comiczeichner
- Mezihorák, František (* 1937), tschechischer Historiker, Hochschullehrer und Politiker
- Mežik, Janko (1921–1998), jugoslawischer Skispringer
- Mezini, Mira (* 1966), Informatikerin und Hochschullehrerin

### Mezl
- Mezl, Zdenek (* 1948), kanadischer Skispringer
- Mezler, Franz Xaver (1756–1812), deutscher Mediziner
- Mezler, Johann Jacob (1804–1839), deutscher Maler
- Mezler-Andelberg, Helmut (1923–2002), österreichischer Historiker

### Mezn
- Mežnar, Mitja (* 1988), slowenischer Skispringer
- Mezngi, Zerei Kbrom (* 1986), eritreisch-norwegischer Leichtathlet
- Meznik, Friedrich (1908–1989), österreichischer Jurist und Journalist

### Mezo
- Mező, Ferenc (1885–1961), ungarischer Dichter
- Mezon, Johannes († 1578), Bischof von Olmütz
- Mezőssy, Béla (1870–1939), ungarischer Politiker und Ackerbauminister
- Mezouar, Salaheddine (* 1953), marokkanischer Politiker

### Mezq
- Mezquida, Marco (* 1987), spanischer Jazzmusiker (Piano, Komposition)
- Mezquida, Nicolás (* 1992), uruguayischer Fußballspieler

### Mezu
- Mezuliáníková, Diana (* 1992), tschechische Mittelstreckenläuferin

### Mezv
- Mezvinsky, Edward (* 1937), US-amerikanischer PolitikerEdward Mezvinsky (* 1937)

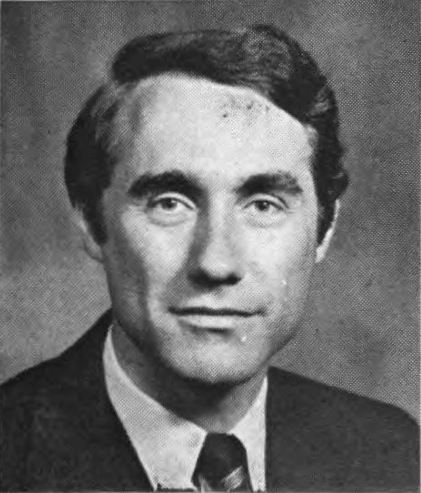
Edward Mezvinsky (* 1937)

### Mezy
- Mézy, Michel (* 1948), französischer Fußballspieler

### Mezz
- Mezzabarba, Carlo Ambrogio (1685–1741), römisch-katholischer Bischof, Päpstlicher Legat
- Mezzacappa, Lisa (* 1975), US-amerikanische Jazz- und Improvisationsmusikerin (Kontrabass, Komposition)
- Mezzadri, Claudio (* 1965), Schweizer Tennisspieler
- Mezzadri, Domenico Maria (1867–1936), italienischer Geistlicher, Bischof von Chioggia
- Mezzadri, Francesco, italienischer mathematischer Physiker
- Mezzadri, Malik (* 1969), französischer Jazz-Flötist
- Mezzalama, Ottorino (1888–1931), italienischer Skibergsteiger und Pionier des militärischen Skibergsteigens in Italien
- Mezzanotte, Luigi (* 1941), italienischer Schauspieler
- Mezzanotte, Mirco (* 1974), italienischer Skibergsteiger
- Mezzanotte, Silvia (* 1967), italienische Sängerin
- Mezzapesa, Enzo (* 1962), luxemburgischer Radrennfahrer
- Mezzara, Joseph (1820–1901), französischer-US-amerikanischer Bildhauer
- Mezzari, Ângelo Ademir (* 1957), brasilianischer römisch-katholischer Ordensgeistlicher, Erzbischof von Vitória
- Mezzasoma, Ferdinando (1907–1945), italienischer faschistischer Politiker, Mitglied der Camera dei deputati
- Mezzena, Bruno (1927–2017), italienischer Pianist und Komponist
- Mezzofanti, Giuseppe (1774–1849), italienischer Kardinal; gilt als eines der größten Sprachgenies der Geschichte
- Mezzogiorno, Giovanna (* 1974), italienische Schauspielerin
- Mezzogiorno, Vittorio (1941–1994), italienischer SchauspielerVittorio Mezzogiorno (1941–1994)

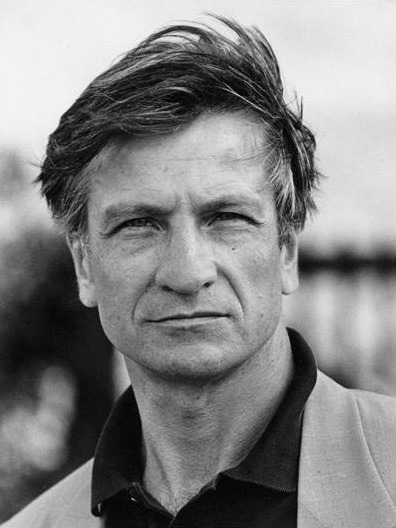
Vittorio Mezzogiorno (1941–1994)

- Mezzrow, Mezz (1899–1972), US-amerikanisch-französischer Jazz-Sopransaxophonist und -Klarinettist